# Jens Balder Sørensen

Jens Balder Sørensen  (født 13. marts 1951 i Grenaa) er en dansk jazzmusiker,
trombonist, sanger, komponist, kapelmester, arrangør - siden 1989 bosiddende i Århus.
Jens Balder Sørensen modtog Gaffelprisen for 2012 ved en  koncert med Quatro4Fire, i Musikhuset Aarhus arrangeret af Århus Jazzselskab 26. januar 2013.

## Eksterne kilder og henvisninger
- Jens Balder vinder årets Gaffelpris Arkiveret 4. marts 2016 hos  Wayback Machine jazzdanmark.dk 29. januar 2013